# Leccinum
Leccinum (Samuel Frederick Gray, 1821) este un gen de ciuperci din familia Boletaceae al cărui nume generic este derivat din cuvântul italian (italiană leccino= dur-fibros), preluat pentru acest tip de bureți. El este o specie de ciuperci comestibile din încrengătura Basidiomycota în ordiunul Boletales și familia Boletaceae care coabitează, fiind un simbiont micoriza (formează micorize pe rădăcinile arborilor). Toate soiurile ale genului sunt extrem de specializate și preferă, de obicei, copacii de foioase ca partener de viață. La nivel mondial există de asemenea aproximativ șapte specii care sunt asociate exclusiv cu coniferele. În Europa, doar unul dintre acestea este nativ, anume Leccinum vulpinum (sub pini) precum Leccinum piceinum (sub molizi. În România și Basarabia soiurile se dezvoltă de la câmpie la munte prin păduri, parcuri și pajiști, din iunie până octombrie (noiembrie). Tip de specie este Leccinum aurantiacum.

## Descriere

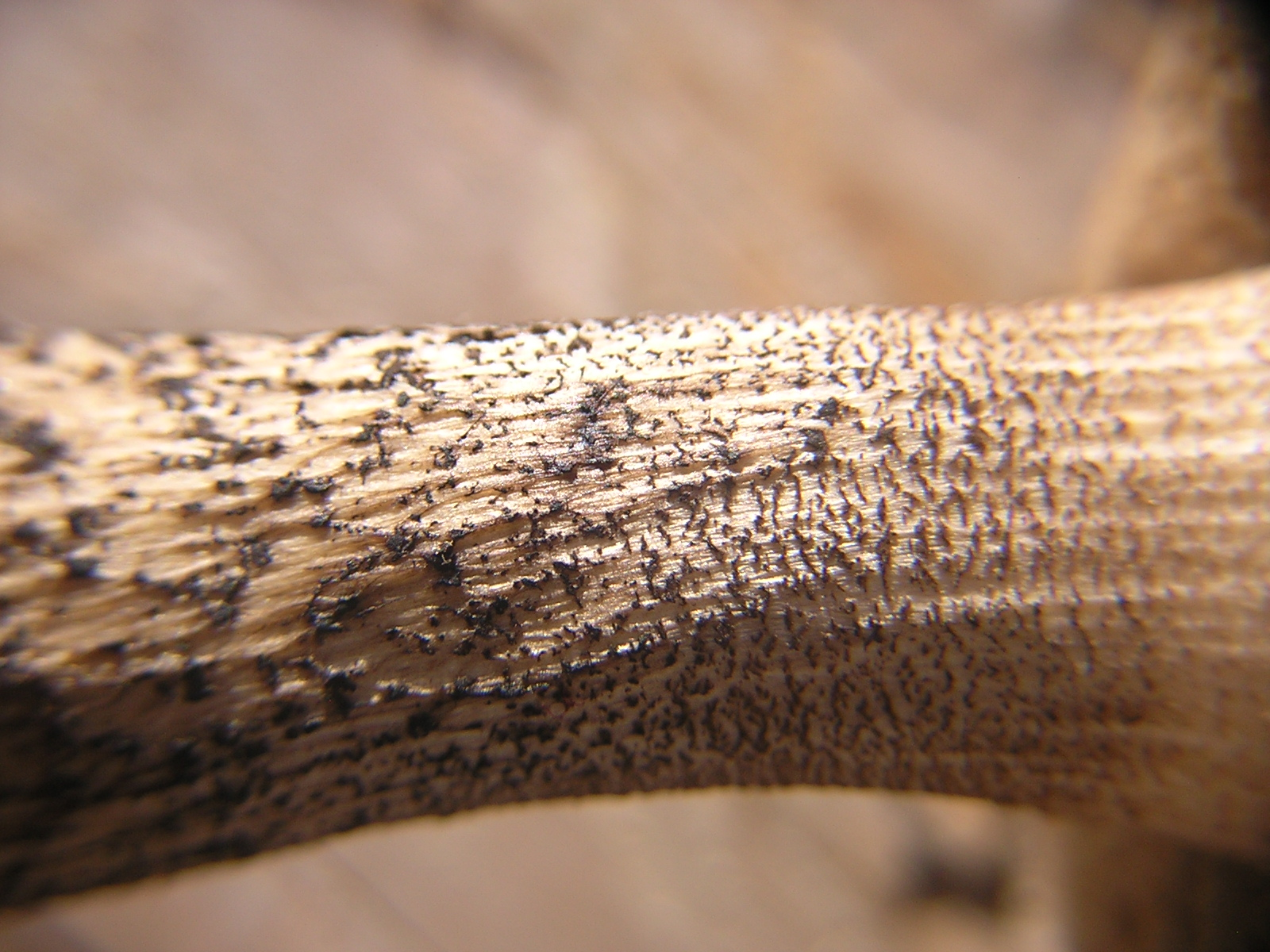
Solzi pe picior

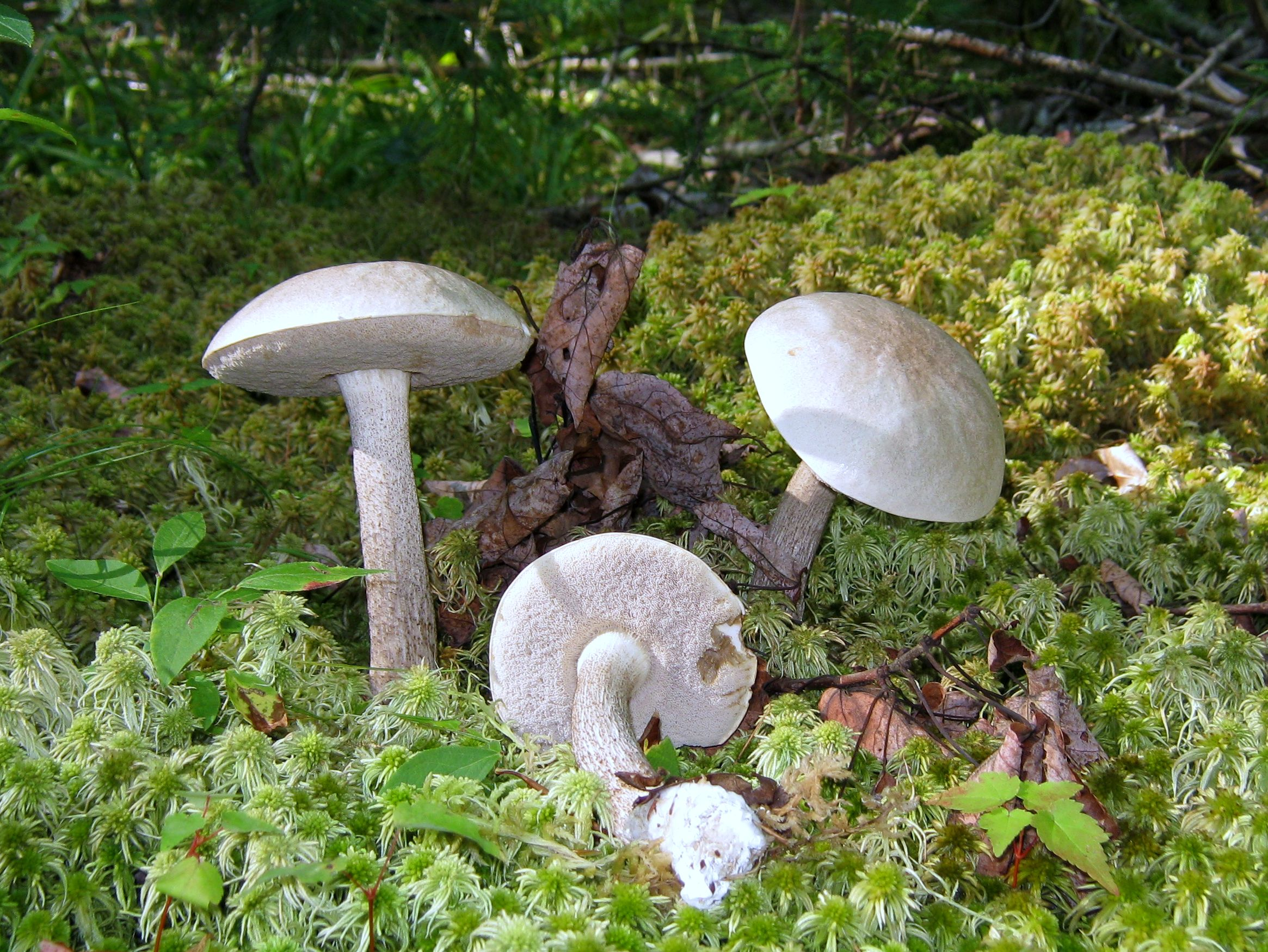
L. holopus, var. albă

Acest gen cu soiuri de mărime mediocră are următoarele însușiri comune:
- Pălăria: are un diametru de 6-15 cm, este, la început, mereu semisferică, apoi convexă și mai mult sau mai puțin plată cu marginea mai întâi răsfrântă spre picior, la bătrânețe destinsă și câteodată ușor danturată.
- Cuticula: este întotdeauna netedă, catifelată pe vreme uscată și lucioasă pe vreme umedă. Culorile diferă de la alb, peste gălbeniu, portocaliu până roșietic, roșu, brun până la maro închis, depinde de specie.
- Tuburile și porii: sporiferele sunt lungi și subțiri. împinse în jos spre picior și de culoare gri sau gri-albui. Porii sunt foarte mici, rotunzi, relativ deși și colorați gri sau gri-măslinii, aruncând  spori fusiformi de culoare galben-brună.
- Piciorul: are o înălțime de 8-15 cm și o lățime de 2-5 cm, fiind cilindric și ușor evazat în partea superioară, foarte tare, gros și aproape bulbos, de culoare albicioasă până alb-cenușie, cu suprafața acoperită de solzișori negrii, negricioși sau bruni dispuși în șiruri longitudinale. Acești solzi sunt principala caracteristică de determinare a genului.
- Carnea: în tinerețe este întotdeauna compactă și tare, devenind moale la maturitate, cu miros slab dar plăcut și gust bun. Carnea albă se decolorează, odată tăiată, spre negricios, negru-albastru brun sau roșior.[4][5]

O excepție reprezintă Leccinum corsum a cărui carne este galbenă.

## Lista speciilorLeccinum

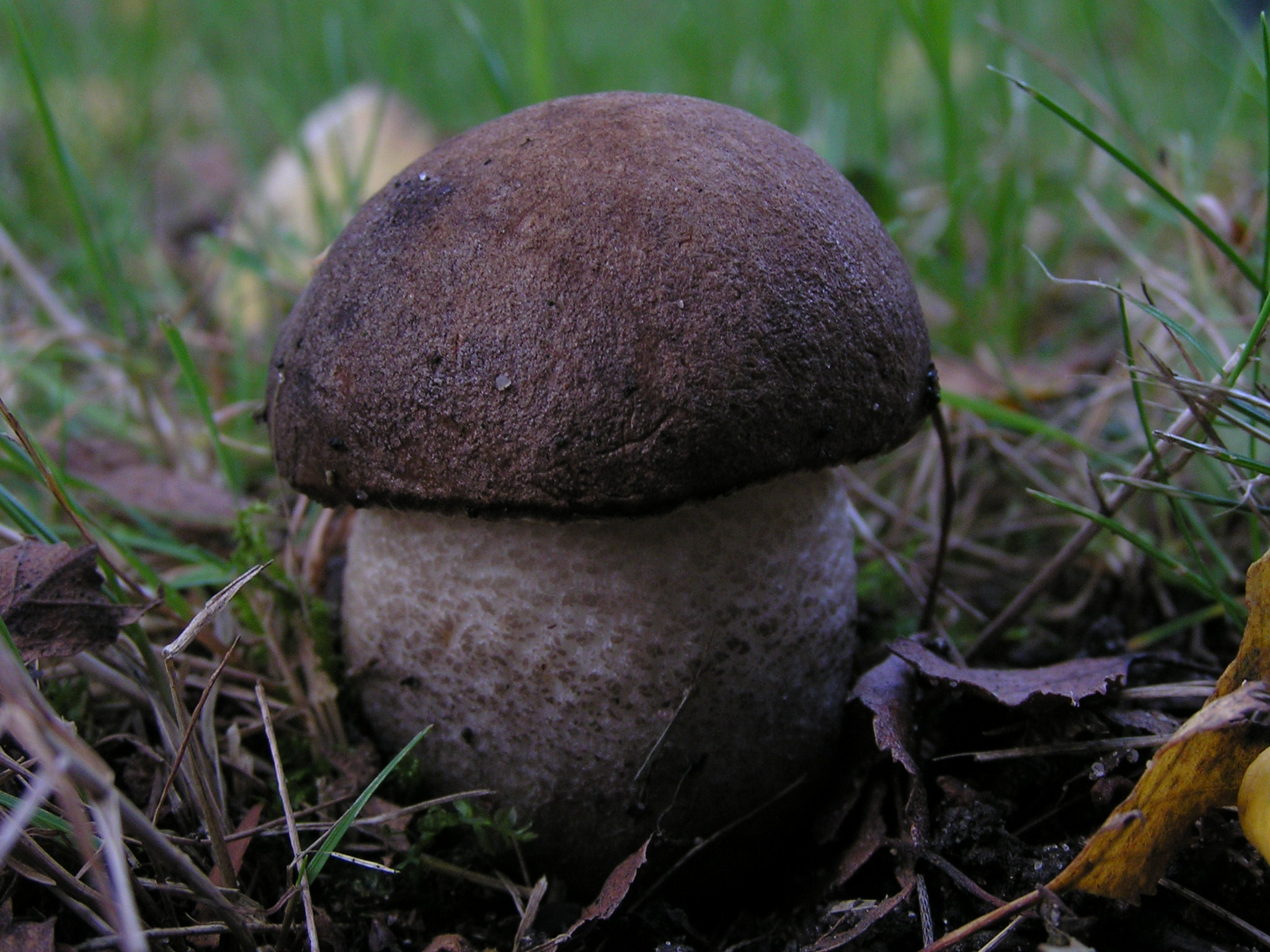
Leccinum duriusculum

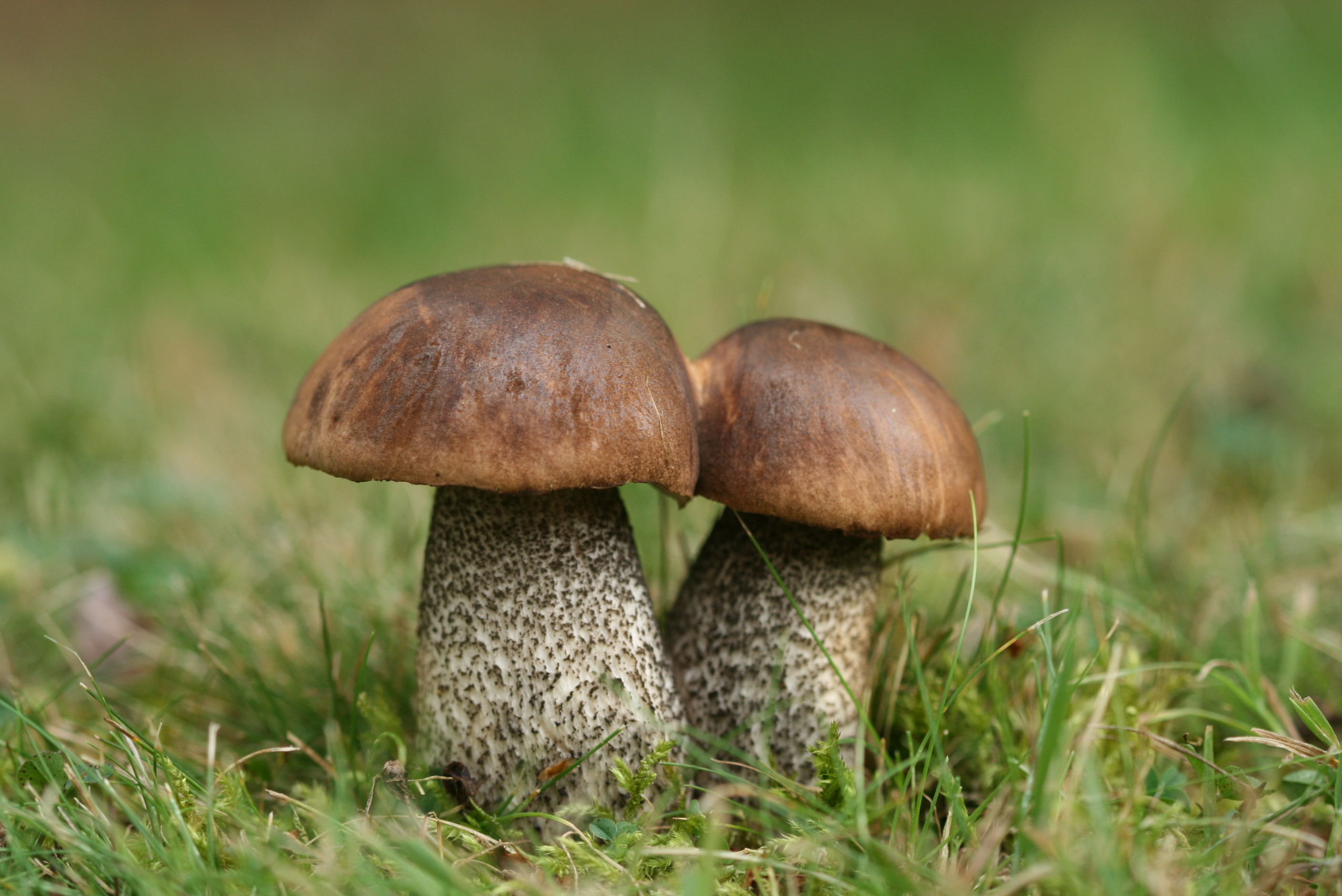
Leccinum scabrum

Global există aproximativ 75 de specii acestui gen, în Europa mult mai puține. Cele mai cunoscute sunt între altele:
| - L. areolatum - L. albellum - L. aurantiacum - L. carpini - L. corsicum sin. sardous - L. crocipodium - L. duriusculum - L. griseum | - L. holopus - L. insigne - L. lepidum - L. piceinum - L. oxydabile - L. pseudoscabrum - L. quercinum | - L. roseofractum - L. rotundifolie - L. scabrum - L. thalassinum - L. variicolor - L. versipelle - L. vulpinum |

## Imagini (genulLeccinum)
- Leccinum areolatum
- Leccinum albellum
- Leccinum aurantiacum
- Leccinum carpini
- Leccinum corsicum
- Leccinum crocipodium
- Leccinum holopus
- Leccinum insigne
- Leccinum lepidum
- Leccinum oxydabile
- Leccinum piceinum
- Leccinum quercinum
- Leccinum scabrum
- Leccinum variicolor
- Leccinum versipelle
- Leccinum vulpinum

## Comestibilitate
Bureții de gen Leccinum, numai rar atacați de larve, sunt cu toți comestibili și mai mult sau mai puțin gustoși. S-a afirmat că unii, ca de exemplu Leccinum aurantiacum, Leccinum scabrum sau Leccinum versipelle, consumați cruzi, pot să genereze incompatibilități, la copii precum persoane cu un aparat digestiv sensibil chiar și intoxicații ușoare de natură gastrointestinală. Astfel, toate ciupercile acestui gen ar trebui să fie consumate numai bine prăjite sau gătite.
Bureții proaspeți pot fi pregătiți ca ciulama, de asemenea împreună cu alte ciuperci de pădure sau adăugați la sosuri de carne. În afară de aceasta, ei pot fi tăiați felii și congelați. De asemenea este posibilă, după tăierea în felii, uscarea lor. Culoarea bureților va fi atunci mereu de culoare închisă. Foarte gustoși sunt preparați ca Duxelles (un fel de zacuscă).